# Lamar Hunt US Open Cup
Lamar Hunt US Open Cup, 1913–1989 kallad National Challenge Cup, är en fotbollsturnering i USA öppen för alla klubblag anslutna till United States Soccer Federation (USSF), både amatörklubbar och proffsklubbar. Turneringen arrangeras av USSF.
Turneringens första upplaga sparkade igång 1913/14. 1999 ändrades namnet till Lamar Hunts ära. Sedan Major League Soccer (MLS) sparkade igång 1996 har klubbar därifrån dominerat, dock inte 1999 då Rochester Raging Rhinos lyckades besegra Colorado Rapids med 2-0 i finalmatchen.
Vid starten 1913/14 var turneringen USA:s första landsomfattande cupturnering i fotboll. Tidigare försök med att anordna liknande tävlingar hade mött problem på grund av samtida svårigheter att snabbt resa kors och tvärs över USA, och man hade i stället fått rikta in sig på regionala turneringar.
Turneringen spelas numera vår-höst, och kan jämföras med de stora landsomfattande cuperna i länderna i Europa, såsom FA-cupen i England, Coppa Italia i Italien och Svenska cupen i Sverige.

## Slutsegrare
- 1914 - Brooklyn Field Club
- 1915 - Bethlehem Steel FC
- 1916 - Bethlehem Steel FC
- 1917 - Fall River Rovers
- 1918 - Bethlehem Steel FC
- 1919 - Bethlehem Steel FC
- 1920 - Ben Miller FC
- 1921 - Robbins Dry Dock FC
- 1922 - Scullin Steel FC
- 1923 - Paterson FC
- 1924 - Fall River FC
- 1925 - Shawsheen Indians
- 1926 - Bethlehem Steel FC
- 1927 - Fall River FC
- 1928 - New York Nationals
- 1929 - New York Hakoah
- 1930 - Fall River FC
- 1931 - Fall River FC
- 1932 - New Bedford Whalers
- 1933 - Stix Baer and Fuller FC
- 1934 - Stix Baer and Fuller FC
- 1935 - Central Breweries FC
- 1936 - Philadelphia German-American
- 1937 - New York Americans
- 1938 - Chicago Sparta ABA
- 1939 - Brooklyn St. Mary's Celtic
- 1940 - Baltimore SC/Chicago Sparta ABA (delad titel)[1][2]
- 1941 - Pawtucket FC
- 1942 - Gallatin SC
- 1943 - Brooklyn Hispano
- 1944 - Brooklyn Hispano
- 1945 - Brookhattan
- 1946 - Chicago Viking FC
- 1947 - Ponta Delgada FC
- 1948 - Simpkins-Ford FC
- 1949 - Morgan SC
- 1950 - Simpkins-Ford FC
- 1951 - German-Hungarian SC
- 1952 - Harmarville SC
- 1953 - Falcons SC
- 1954 - New York Americans
- 1955 - SC Eintracht
- 1956 - Harmarville SC[3]
- 1957 - St. Louis Kutis SC
- 1958 - Los Angeles Kickers
- 1959 - San Pedro McIlvane Canvasbacks
- 1960 - Ukrainian Nationals
- 1961 - Ukrainian Nationals
- 1962 - Ukrainian Nationals
- 1963 - Ukrainian Nationals
- 1964 - Los Angeles Kickers
- 1965 - Ukrainian Nationals
- 1966 - Ukrainian Nationals
- 1967 - Greek American AA
- 1968 - Greek American AA
- 1969 - Greek American AA
- 1970 - SC Elizabeth
- 1971 - New York Hota
- 1972 - SC Elizabeth
- 1973 - Maccabee SC
- 1974 - Greek American AA
- 1975 - Maccabee SC
- 1976 - San Francisco AC
- 1977 - Maccabee SC
- 1978 - Maccabee SC
- 1979 - Brooklyn Dodgers SC
- 1980 - NY Pancyprian-Freedoms
- 1981 - Maccabee SC
- 1982 - NY Pancyprian-Freedoms
- 1983 - NY Pancyprian-Freedoms
- 1984 - New York AO Krete
- 1985 - San Francisco Greek-American AC
- 1986 - St. Louis Kutis SC
- 1987 - Washington Club Espana
- 1988 - St. Louis Busch Seniors
- 1989 - St. Petersburg Kickers
- 1990 - Chicago AAC Eagles
- 1991 - Brooklyn Italians
- 1992 - San Jose Oaks
- 1993 - San Francisco CD Mexico
- 1994 - San Francisco Greek-American
- 1995 - Richmond Kickers
- 1996 - D.C. United
- 1997 - Dallas Burn
- 1998 - Chicago Fire
- 1999 - Rochester Raging Rhinos
- 2000 - Chicago Fire
- 2001 - Los Angeles Galaxy
- 2002 - Columbus Crew
- 2003 - Chicago Fire
- 2004 - Kansas City Wizards
- 2005 - Los Angeles Galaxy
- 2006 - Chicago Fire
- 2007 - New England Revolution
- 2008 - D.C. United
- 2009 - Seattle Sounders FC
- 2010 - Seattle Sounders FC
- 2011 - Seattle Sounders FC
- 2012 - Sporting Kansas City
- 2013 - D.C. United
- 2014 - Seattle Sounders FC
- 2015 - Sporting Kansas City
- 2016 - FC Dallas
- 2017 - Sporting Kansas City
- 2018 - Houston Dynamo
- 2019 - Atlanta United FC
- 2020 - Inställt på grund av coronapandemin
- 2021 - Inställt på grund av coronapandemin
- 2022 - Orlando City SC
- 2023 - Houston Dynamo FC
- 2024 - Los Angeles FC

### Webbkällor
Den här artikeln är helt eller delvis baserad på material från engelskspråkiga Wikipedia.